# 王孝锡烈士墓
王孝锡烈士墓，位于中国甘肃省宁县，为一个省级文物保护单位，类型为近现代重要史迹及代表性建筑。
王孝锡烈士墓的历史年代为现代。